# Chronologie de l'Union des républiques socialistes soviétiques

Drapeau de l'URSS de 1923 à 1980.

Cette chronologie de l'Union des républiques socialistes soviétiques (URSS) commence à la prise du pouvoir par le parti bolchevik le 7 novembre 1917 (25 octobre 1917 selon le calendrier julien en usage en Russie), bien que l'URSS ne soit fondée que le 30 décembre 1922.
Voir aussi : Chronologie de la Russie

## 1917 - 1922: l'installation du régime soviétique et la création de l'URSS

### 1917

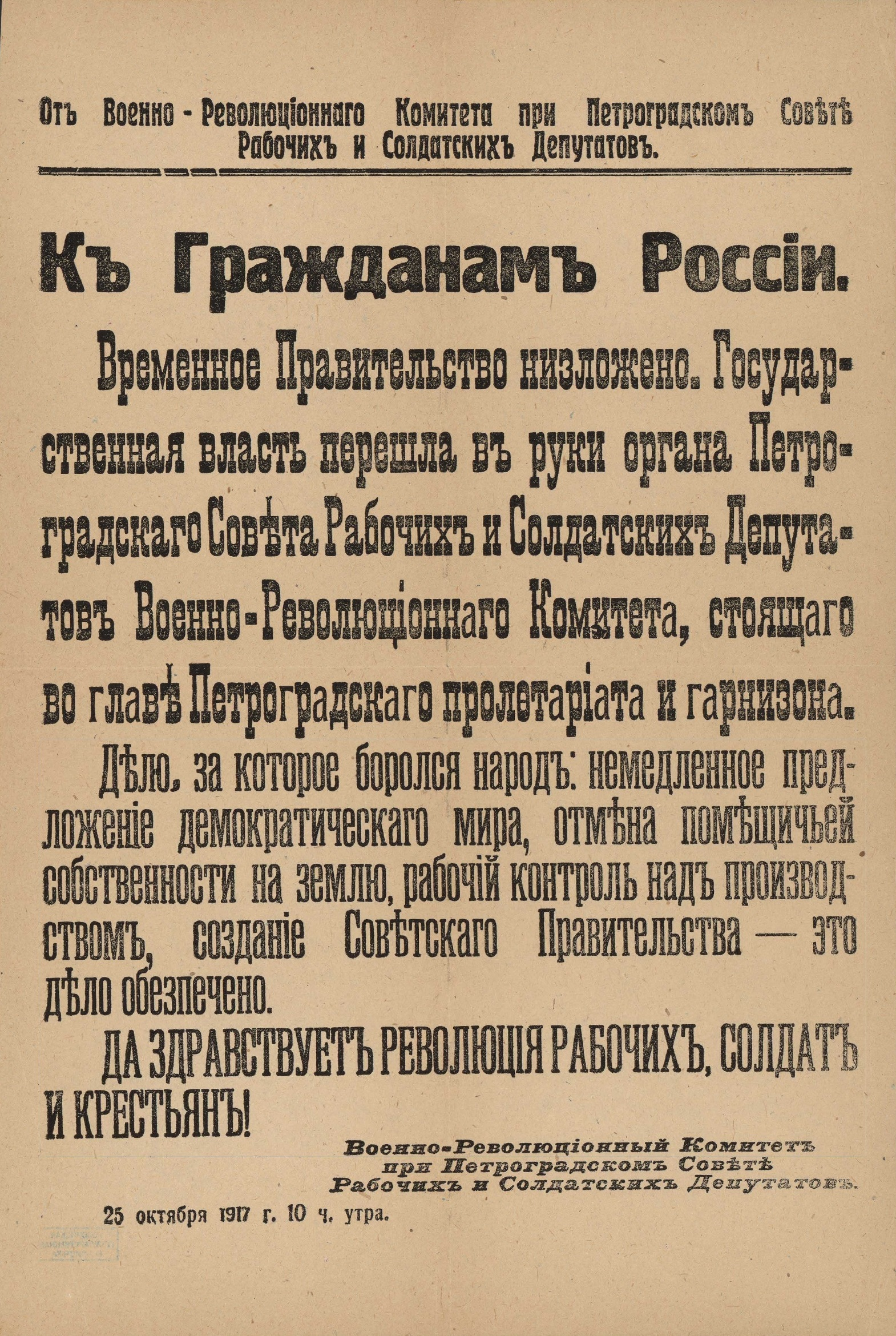
Le Comité militaire révolutionnaire de Petrograd annonce la déposition du gouvernement provisoire.

- 8-15 mars (23 février - 2 mars dans le calendrier julien) : révolution de Février qui aboutit à la formation d'un gouvernement provisoire et à la chute du tsarisme. La Russie devient une république, des comités d'ouvriers et de soldats (Soviets) se mettent en place dans tout le pays.
- 7 novembre (25 octobre) : révolution d'Octobre. Les bolcheviks s'emparent de la Douma, arrêtent les parlementaires élus et les membres du gouvernement républicain à Petrograd, et forment un Conseil des commissaires du peuple sous la présidence de Lénine.
- 8 novembre (26 octobre) : Lénine devient le président du comité central du parti bolchevik (il le restera jusqu’au 3 avril 1922). Décret sur la Paix (« juste et équitable »). Décret sur la terre : la grande propriété foncière est abolie.
- 9 novembre : le Parti socialiste révolutionnaire (SR) exclut les SR de gauche restés au Congrès des soviets, qui forment leur propre parti.
- 10 novembre : le gouvernement recommande aux militaires russes de conclure partout où cela est possible des armistices locaux avec les Allemands et les Austro-hongrois.
- 11 novembre : marche de l'armée loyaliste Krasnov sur Petrograd, repoussée par les gardes rouges.
- 12 novembre : à Moscou, quelques centaines d'élèves officiers (proches du parti Cadet) engagent une fusillade contre les gardes rouges au Kremlin, qui sont vaincus. Il faut deux semaines de combats aux bolcheviks pour prendre le contrôle de Moscou: ce sont les 700 premiers morts de la guerre civile (dont 300 gardes rouges).
- 14 novembre : décret sur les entreprises industrielles: au nom des ouvriers et des employés, les bolcheviks prennent le contrôle des usines.
- 15 novembre : décret sur les nationalités, qui fait de la Russie une république fédérative.
- 18 novembre : le général Alexandre Ilyitch Doutov interdit le journal bolchevik à Orenbourg.
- 20 novembre : le grand quartier général de l'armée russe, resté loyaliste au gouvernement républicain renversé, est pris par les bolcheviks.
- décembre : un gouvernement bolchevique s’installe à Kharkov, pour s’opposer à la Rada indépendantiste d’Ukraine.
- 1er décembre : le parti bolchevik refuse toute alliance gouvernementale avec les mencheviks et les Socialistes révolutionnaires (SR).
- 6 décembre : la Finlande proclame son indépendance, le gouvernement soviétique la reconnaît le 31 décembre.
- 7 décembre : création de la police politique nommée Tchéka (« Commission de lutte contre le sabotage et la contre-révolution »), présidée par Félix Dzerjinski.
- 14 décembre : nationalisation des banques russes.
- 15 décembre : armistice germano-russe de Brest-Litovsk, les troupes russes arrêtent officiellement les combats, Lénine concède à l'Allemagne trois ans d'occupation des pays Baltes, de la Biélorussie et de l'Ukraine, où les bolcheviks, minoritaires, ne parviennent pas à s'imposer face aux indépendantistes locaux.
- 20 décembre : face à la résistance ouvrière, la grève est interdite.
- 26 décembre : l'« armée des volontaires », formée dans le sud et soutenue par le parti Cadet, prend Rostov-sur-le-Don. Doutov crée à Orenbourg un comité de salut public avec les Socialistes-révolutionnaires (SR) locaux.

### 1918
À partir de janvier 1918, la nouvelle Russie soviétique adopte le calendrier grégorien et abandonne le calendrier julien de la tradition orthodoxe.
- 1er janvier : attentat contre Lénine.
- 5-6 janvier : réunion et dissolution de l’Assemblée constituante.
- 7 janvier : à Brest-Litovsk, début de la Conférence de la Paix entre Allemands et Russes. Constitution officielle dans le sud de la Russie de l'« armée des volontaires » à partir de troupes n'acceptant pas le coup de force des bolcheviks.
- 18 janvier : première (et unique) réunion de l’Assemblée constituante où dominent les Socialistes-Révolutionnaires. Les bolcheviks estiment que la plupart des SR sont « de centre et de droite » et la dissolvent le 19. Par contre les SR dits « de gauche », se rallient aux bolcheviks.
- 21 janvier : dénonciation des emprunts contractés par l’ancien régime tsariste.
- 22 janvier 1918 : l'Ukraine et la Moldavie (Bessarabie) proclament leur indépendance par rapport à la Russie, mais l'Ukraine est aussitôt occupée par les Allemands, et la Moldavie par l'armée française Berthelot.
- 28 janvier : un décret du Conseil des commissaires du peuple, transforme la Garde rouge en Armée rouge.
- 5 février : le gouvernement bolchevique annule les dettes et les emprunts russes faits à l’étranger. Les écoles de l'Église orthodoxe sont nationalisées.
- 8 février : le calendrier occidental est adopté (mise en application le 14 février).
- 9 février : les troupes bolcheviques entrent dans Kiev en Ukraine (qualifiée de « sécessionniste »).
- 23 février : l'Armée rouge combat à la frontière russo-estonienne (bataille de Narva-Pskov).
- mars : les Anglais débarquent à Mourmansk.
- 3 mars : signature du Traité de Brest-Litovsk entre les Allemands et les bolcheviks qui abandonnent, comme prévu, les pays Baltes, la Biélorussie et l'Ukraine, que ces derniers ne contrôlaient de toute façon pas (sauf Kiev).
- 7 mars : VIIe congrès du parti bolchevik qui prend le nom de Parti Communiste (bolchevik) de Russie, en abrégé P.C.(b).
- 8 mars : Trotsky démissionne de ses fonctions de Commissaire aux Affaires étrangères.
- 12 mars : le gouvernement soviétique s’installe à Moscou qui redevient la capitale.
- 13 mars : Trotsky est nommé commissaire à la Guerre.
- 19 mars : les SR « de gauche » sont à leur tour démissionnés du gouvernement soviétique.
- avril : les Allemands dissolvent la Rada d’Ukraine indépendante et forment un gouvernement à leur dévotion (Pavlo Skoropadsky). La Moldavie proclame son union avec la Roumanie. Les Japonais occupent Vladivostok.
- 23 avril : nationalisation du commerce extérieur.
- mai : l’Arménie, l’Azerbaïdjan et la Géorgie proclament leur indépendance.
- mai-août : la brigade tchécoslovaque (formée d'anciens prisonniers de guerre de l'armée austro-hongroise, et intégrée à l'armée russe hostile au gouvernement bolchevique, prend le contrôle du Transsibérien.
- 13 mai : monopole de l’État sur les grains. Début des réquisitions dans les campagnes.
- 11 juin : création des « comités de paysans pauvres » (des ouvriers agricoles pour la plupart) pour réquisitionner les grains et partager les terres.
- 28 juin : nationalisation de la grande industrie (capital supérieur à 500 000 roubles).
- 7 juillet : les SR se soulèvent à Moscou contre les bolcheviks et assassinent l’ambassadeur d’Allemagne.
- 10 juillet : le Ve « Congrès des Soviets de Russie » approuve à l'unanimité la Constitution présentée par les bolcheviks. Cette première constitution soviétique est promulguée le 19 juillet.
- 17 juillet : la famille impériale est exécutée à Iekaterinbourg.
- 2 août : les Anglais occupent Arkhangelsk sur la mer Blanche.
- 30 aout : attentat contre Lénine par la SR (« de droite », c'est-à-dire non-ralliée) Fanny Kaplan.
- septembre : les forces anti-bolcheviques forment un gouvernement (conférence d’Oufa) général Alexéïev, reversé en novembre par l’amiral Koltchak.
- 6 septembre : exécution de l’ancien ministre Protopopov.
- 25 octobre : les puissances alliées décident le blocus de la Russie bolchevique (mais ravitaillent les armées opposées aux bolcheviks).
- novembre : la flotte des puissances alliées intervient en Ukraine aux côtés de la Rada indépendantiste. Les Soviétiques réoccupent une partie des territoires cédés au traité de Brest-Litovsk.
- 21 novembre : nationalisation du commerce intérieur.

### 1919
- janvier : après le retrait allemand, la Rada de l’Ukraine indépendante se place sous la protection de la France et les Soviétiques s’emparent des pays baltes.
- février : les Soviétiques s’emparent de Kiev.
- 4 février : le gouvernement soviétique accepte la proposition occidentale d’une conférence entre tous les gouvernements de fait installés sur le territoire russe.
- 2-6 mars : création de l’Internationale communiste (IIIe Internationale) à Moscou.
- 18-23 mars : VIIIe congrès du Parti communiste. Création du Politburo (avec Lénine, Kamenev, Krestinski, Staline et Trotski).
- avril : à la suite de la mutinerie de la Flotte française d’intervention dans la mer Noire, la France évacue le port d’Odessa. Les troupes anglaises abandonnent le Turkestan dont les Soviétiques s’emparent.
- mai : adoption du samedi communiste (travail supplémentaire gratuit de 5 heures) par les cheminots de la ligne Moscou-Kazan.
- 26 septembre : les Anglais évacuent Arkhangelsk.
- octobre : échec de l’offensive des Armées blanches de Ioudénitch devant Petrograd et de Denikine à Orel et Voronej.
- décembre : l’offensive polonaise de Pilsudski repoussent les Soviétiques vers l’Ukraine et la Biélorussie. L’amiral Koltchak, « régent de Russie », est fait prisonnier et fusillé à Irkoutsk (en février 1920). Les Soviétiques reprennent Kiev et Kharkov.
- 8 décembre : les puissances alliées fixent la frontière polono-russe sur la ligne Curzon.
- 26 décembre : décret sur l’apprentissage obligatoire de la lecture et de l’écriture entre 8 et 50 ans.

### 1920
- famine en Russie, conséquences du « communisme de guerre », du blocus allié et de la guerre civile.
- 3 janvier : l'Armée rouge prend Tsaritsyne.
- 8 janvier : Rostov est repris par les Soviétiques.
- 16 janvier : les pays de la Triple-Entente – Anglais et Français – lèvent le blocus imposé à la Russie soviétique.
- avril : offensives des Armées blanches de Wrangel sur le bassin du Donetz en Ukraine.
- 7 mai : les Polonais s’emparent de Kiev.
- juillet : signature d'un traité commercial avec la Grande-Bretagne.
- août : la contre-offensive russe sur Varsovie est stoppée par les Polonais grâce à l’intervention de la mission militaire française sous les ordres du général Weygand.
- septembre : congrès des peuples d'Orient à Bakou, qui appelle l’Asie à s’engager à son tour dans la révolution, contre « l'impérialisme britannique ».
- 20 septembre : l’Azerbaïdjan, occupé par l’Armée rouge, s’unit à la Russie soviétique.
- 12 octobre : signature d'un traité de paix, le traité de Riga, entre la Pologne et la Russie soviétique, la frontière est fixée à l’est de la ligne Curzon. Les pays baltes deviennent indépendants.
- 29 décembre : l’Ukraine occupée par l’Armée rouge s’unit à la Russie soviétique.

### 1921
- février : la Russie signe des traités d’amitié avec la Perse et l’Afghanistan.
- 18 février-17 mars : soulèvement anti-bolchevik des marins du port militaire de Kronstadt. Répression organisée par Trotsky.
- 8 et 16 mars : le Xe congrès du Parti communiste interdit le « fractionalisme ». La Russie signe un traité d’amitié avec la Turquie.
- 18 mars : au traité de Riga les Soviétiques abandonnent à la Pologne des territoires en Biélorussie et Ukraine.
- 21 mars : les prélèvements d’excédents en nature sont supprimés et remplacés par l’impôt en nature. Début de la NEP.
- 24 mars : rétablissement de la liberté du commerce intérieur.
- 6 mai : la Russie signe un accord commercial avec l’Allemagne.
- 17 mai : les petits artisans peuvent vendre les objets qu’ils fabriquent.
- 21 mai : la Géorgie s’unit à la Russie soviétique.
- 10 juillet : des sociétés ou des particuliers peuvent affermer des usines.
- 2 septembre : la Russie signe un accord commercial avec la Norvège.
- 2 décembre : l’Arménie s’unit à la Russie soviétique.
- 26 décembre : la Russie signe un accord commercial avec l’Italie.

### 1922

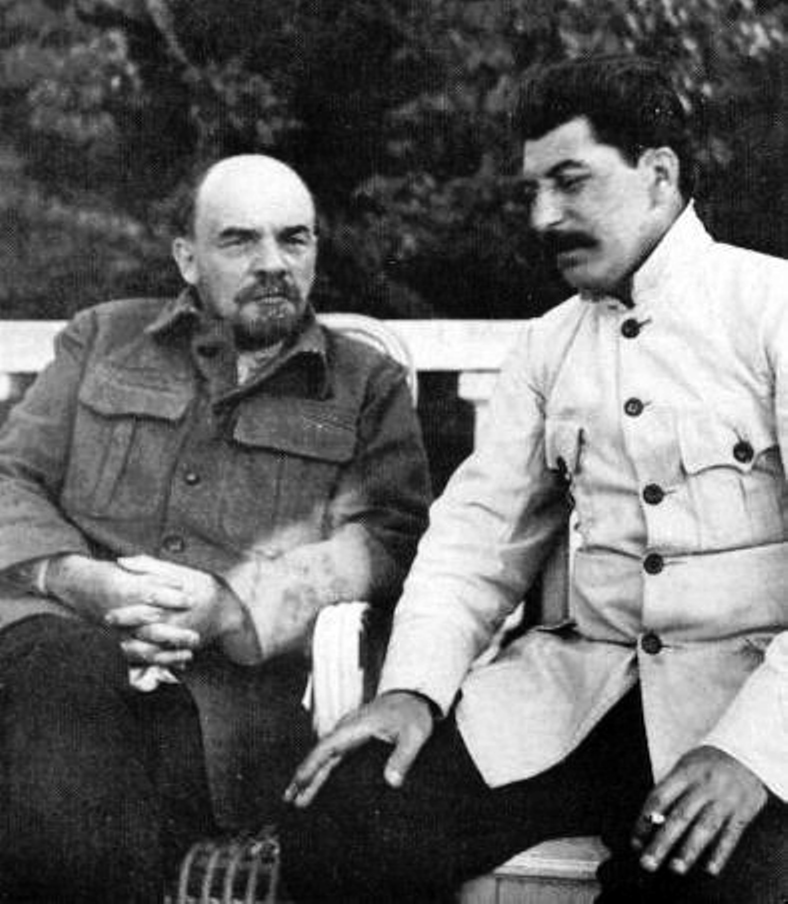
Lénine (malade) et Staline au début des années 1920.

- 6 février : la Guépéou remplace la Tchéka.
- 26 février : confiscation des biens d’Église.
- mars : XIe congrès du Parti communiste.
- 3 avril : Staline est élu secrétaire général du Parti. Il le restera jusqu’à sa mort le 5 mars 1953.
- 16 avril : traité de Rapallo, l’Allemagne reconnaît de jure l'URSS.
- 26 mai : Lénine est victime d'une attaque d’apoplexie qui l’oblige à réduire ses activités.
- juin : procès des socialistes révolutionnaires.
- 8 juin : le Sovnarkom institue la Direction centrale des affaires littéraires et artistiques (Glavlit).
- juillet : échec de la Conférence des experts à La Haye sur le règlement des dettes de la Russie tsariste et de l’indemnisation pour les propriétaires étrangers des usines nationalisées.
- octobre : les Soviétiques reprennent le port de Vladivostok aux Japonais.
- décembre : création d’une nouvelle monnaie le tchernovetz garanti sur l’or et les avoirs en monnaies étrangères (mais l’ancienne monnaie, le rouble, continue de circuler).
- 16 décembre : Lénine est à demi-paralysé par une nouvelle attaque d’apoplexie.
- 30 décembre : naissance de l’URSS composée de la Russie, de l’Ukraine, de la Biélorussie et de la République fédérative de Transcaucasie (Arménie, Azerbaïdjan et Géorgie).

## 1922 - 1953: l'URSS de Staline

### 1922
- 30 décembre : Déclaration sur la création de l'URSS - Traité relatif à la formation de l'Union des Républiques socialistes soviétiques : fondation de l'URSS avec la République socialiste fédérative soviétique de Russie, la République socialiste fédérative soviétique de Transcaucasie, la République socialiste soviétique d'Ukraine et la République socialiste soviétique de Biélorussie.

### 1923
- janvier : instauration du monopole sur l'alcool.
- 10 avril : les usines nationalisées sont regroupées dans des « trusts ».
- juillet : adoption de la constitution de l'URSS, qui entre en vigueur le 31 janvier 1924. À la conférence de Lausanne la Russie signe la convention des Détroits.
- apogée de la crise économique dite « crise des ciseaux ».

### 1924
- janvier : la XIIIe conférence du Parti communiste de l’URSS condamne les thèses trotskistes.
- 21 janvier : mort de Lénine.
- 31 janvier : ratification de la nouvelle constitution de l’URSS par le IIe Congrès des Soviets.
- février : arrêt de l’émission des roubles ; destructions des roubles existants dans les caisses de l’État, création d’une nouvelle monnaie divisionnaire en argent, billon et bronze, échange des roubles soviétiques contre de nouveau roubles (1 pour 50 000).
- février-mars : « l'appel de Lénine » : le parti accueille 200 000 nouveaux adhérents. Début de l’opposition ouverte entre Trotski et Staline qui s’allie à Zinoviev et Kamenev (pour former un « triumvirat » à la tête du parti et de l'État). Cette opposition porte sur la « révolution permanente », la poursuite de la NEP et la bureaucratisation du parti.
- 28 octobre : la France reconnaît de jure l'URSS. En 1924, l'Union soviétique a été reconnue par la Grande-Bretagne, l'Italie, la Norvège, l'Autriche, la Grèce, la Suède, la Chine et le Danemark.

### 1925
- 3 janvier : Trotski est évincé de la direction du ministère de la guerre.
- avril : Boukharine appelle les paysans à « s'enrichir », ce qui est conforme à la politique agraire de Staline du moment.
- août : le Comité central adopte la première résolution de Staline sur les questions littéraires.
- octobre : mort mystérieuse de Mikhaïl Frounze, chef de l’Armée rouge, il est remplacé par Vorochilov
- 27 décembre : traité de neutralité et de non agression entre l’URSS et la Turquie.
- 28 décembre : le poète Sergueï Essénine se suicide.

### 1926
- 6-9 avril : échec de Kamenev, Trotski et Zinoviev, qui s’opposent à Staline. Ils sont exclus du Politburo en octobre. Ils forment alors l'« opposition unifiée ».
- 20 avril : signature d’un traité de neutralité et de non-agression entre l’URSS et l’Allemagne.
- 31 août : signature d’un traité de neutralité et de non-agression entre l’URSS et l’Afghanistan.
- 28 septembre : signature d’un traité de neutralité et de non-agression entre l’URSS et la Lituanie.
- octobre : instauration d'un nouveau code de droit familial, prétendant détruire définitivement la « famille bourgeoise ».

### 1927
- juillet : l'« opposition unifiée » critique la politique de Staline dans une lettre au Comité central.
- 11 juillet : rencontre secrète entre Kamenev et Boukharine, qui estime que la politique de Staline est nocive.
- automne : les paysans réduisent les livraisons de blé à l'État, protestant contre les bas prix.
- 1er octobre : l’URSS signe un traité de neutralité et de non-agression avec l’Iran.
- 7 novembre : à l'occasion du 10e anniversaire de la révolution d'Octobre, les partisans de Trotski manifestent à Moscou contre la politique du Comité central du Parti communiste.
- 14 novembre : Trotski et Zinoviev sont exclus du Parti communiste.
- décembre : le XVe congrès du Parti communiste exclut du parti entre autres Radek, Préobrajenski, Rakovsky et Piatakov.

### 1928
- janvier : Staline fait un voyage en Sibérie et donne l'ordre de livraisons forcées du blé. Le Code agraire limite la liberté des koulaks (restriction sur l’affermage des terres et de l’utilisation du travail salarié).
- 16 janvier : Léon Trotski est exilé à Alma-Ata, au Kazakhstan.
- 25 janvier : convention entre l’URSS et le Japon pour régler le différend sur les pêcheries de la côte Pacifique.
- 28 mai : Retour de Maxime Gorki en URSS.
- mai-juillet : procès de Chakhty.
- juillet : VIe congrès du Komintern : les partis socialistes (« sociaux-fascistes ») deviennent l'ennemi principal.
- 31 août : l’URSS signe le pacte Briand-Kellogg qui met la guerre hors-la-loi.
- 1er octobre : début du premier plan quinquennal avec collectivisation forcée des terres.

### 1929
- 18 janvier : Trotski est expulsé d’URSS, il se réfugie provisoirement à Constantinople en Turquie.
- avril : la XVIe conférence du parti approuve le premier plan quinquennal.
- septembre-décembre : conflit armé avec la Chine en Mandchourie.
- novembre : défaite de la « déviation de droite » de Boukharine, Rykov et Tomsky qui sont exclus du Politburo.
- 21 décembre : cinquantième anniversaire de Staline : naissance du culte de la personnalité.
- 27 décembre : à la conférence des marxistes-théoriciens agraires, Staline annonce la fin de la NEP, la politique de la collectivisation et décrète « la liquidation des koulaks en tant que classe ».

### 1930

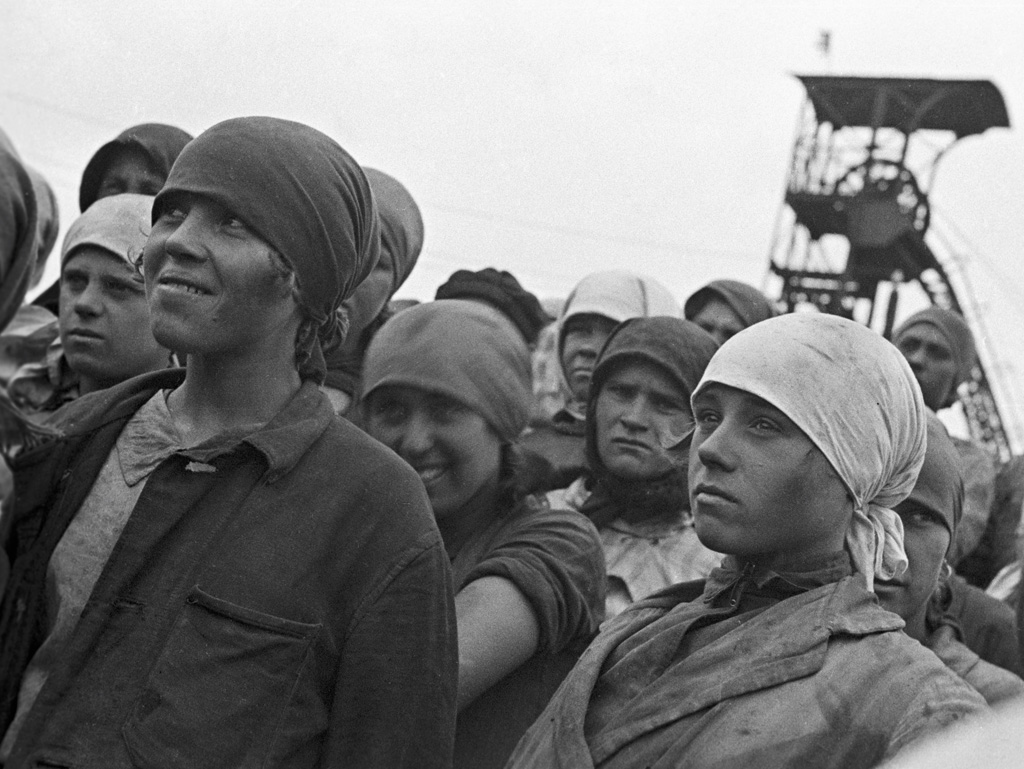
Jeunes femmes des komsomols arrivant dans les mines de Gorlovka. Le bassin houiller du Donbass est en plein développement. Photo prise le 16 septembre 1930.

- 5 janvier : Le Comité central du Parti communiste de l’URSS fixe le rythme et la forme (l’artel) de la collectivisation des terres.
- 6 janvier : suppression de la NEP.
- 3 mars : la Pravda publie un article de Staline, « Le vertige du succès », qui marque une pause dans la « collectivisation totale ».
- 14 avril : suicide du poète Vladimir Maïakovski.
- juin : création d’une administration spéciale des camps (Goulag) au sein du Guépéou.
- août : procès à huis clos d'un groupe de bactériologistes, accusés d'avoir provoqué une épidémie parmi les chevaux et condamnés à mort.
- septembre : procès à huis clos de David Riazanov et d'un groupe de personnes employées dans l'industrie alimentaire, accusés d'affamer la population. Quarante-huit accusés sont condamnés à mort.
- novembre-décembre : procès du « Parti industriel » : un groupe d'ingénieurs et de techniciens est accusé de sabotage et de complot visant à renverser le pouvoir soviétique.

### 1931
- mars : procès de mencheviks accusés de sabotage dans la planification.
- août : résolution du Comité central sur l'école primaire et secondaire : toutes les réformes scolaires consécutives à la révolution sont abolies.
- septembre : près de 60 % des exploitations sont collectivisées.

### 1932
- famine en URSS due à la politique de collectivisation forcée des terres.
- 21 janvier : l’URSS signe un traité de neutralité et de non-agression avec la Finlande.
- février : l’URSS signe un traité de neutralité et de non-agression avec la Lettonie.
- 23 avril : résolution du Comité central sur « La refonte des organisations littéraires et artistiques ».
- 4 mai : l’URSS signe un traité de neutralité et de non-agression avec l’Estonie.
- 15 mai : début du « Plan quinquennal antireligieux » qui prévoit la fermeture de tous les lieux de culte et « le bannissement de l'idée même de Dieu » pour le 1er mai 1937.
- 25 juillet : l’URSS signe un traité de neutralité et de non-agression avec la Pologne.
- 29 novembre : signature d’un traité de neutralité et de non-agression entre la France et l’URSS.
- décembre : les passeports intérieurs, supprimés après la révolution, sont rétablis. Seule la population urbaine y a droit.
- 31 décembre : le premier plan quinquennal est officiellement réalisé.

### 1933
- début du deuxième plan quinquennal. Staline annonce en janvier que le premier plan quinquennal, « pour l'essentiel », a été réalisé en quatre ans.
- février : un décret organise la lutte contre les koulaks.
- avril : dernier grand procès des « saboteurs ». Sept ingénieurs britanniques figurent parmi les accusés.
- 15 novembre : les États-Unis reconnaissent de jure l’URSS. Établissement de relations diplomatiques entre les deux pays.

### 1934
- janvier : XVIIe congrès du PCUS, appelé le « congrès des vainqueurs ». Staline est élu, probablement en dernière place, au comité central.
- 8 juin : loi sur la « trahison de la patrie », qui prévoit la peine de mort et introduit la responsabilité collective des familles.
- juillet : le NKVD remplace l'OGPU.
- août : Ier congrès des écrivains soviétiques. Il y est définie la doctrine du « réalisme socialiste ».
- 18 septembre : l’URSS devient membre de la Société des Nations.
- 1er décembre : assassinat de Kirov, membre du Politburo du Parti communiste de l’URSS. Début de la lutte de Staline contre les personnalités du parti communiste qui aboutit aux « procès de Moscou ». Lois judiciaires d'exception.

### 1935
- dévaluation du rouble qui passe de 774,2 mg d’or à 176,8 mg d’or.
- 1er janvier : suppression des cartes de rationnement, instaurées en 1930.
- 2 mai : l’URSS et la France signent un pacte d’assistance mutuelle.
- 16 mai : l’URSS signe un pacte d’assistance mutuelle avec la Tchécoslovaquie.
- 14-17 novembre : premier congrès du mouvement des stakhanovistes.

### 1936
- l’URSS intervient dans la guerre civile espagnole en livrant du matériel aux républicains espagnols.
- 12 mars : l’URSS signe un pacte d’assistance mutuelle avec la Mongolie extérieure.
- août : début des grands procès de Moscou. Staline se débarrasse la « vieille garde bolchevique » : Kamenev, Zinoviev et quatorze autres accusés sont condamnés à mort.
- 5 décembre : le VIIIe Congrès des Soviets adopte une nouvelle constitution de l’URSS.

### 1937
- janvier : deuxième procès de Moscou des opposants à Staline (dont Boukharine, Piatakov et Radek).
- juin : procès des officiers généraux de l’Armée rouge.
- nouvelle dévaluation du rouble qui passe de 176,8 mg d'or à 167 mg d'or.
- 21 août : l’URSS signe un pacte de non-agression avec le gouvernement nationaliste chinois (Tchang Kaï-chek).

### 1938
- janvier : Khrouchtchev est nommé premier secrétaire du comité central du parti communiste de l’Ukraine et entre comme suppléant au Politburo du parti communiste de l’URSS.
- 2-13 mars : troisième procès de Moscou, ou « procès des 21 ». Condamnation à mort de Boukharine, de Rykov et de Iagoda. Nouvelles purges.
- septembre : l’URSS ne participe pas à la conférence de Munich entre Chamberlain, Daladier, Hitler et Mussolini qui dépèce la Tchécoslovaquie.
- décembre : Beria accède à la direction du NKVD.

### 1939
- 10-21 mars : XVIIIe congrès du parti communiste de l’URSS (sur les 1966 membres du XVIIe congrès, 1108 ont été arrêtés), Jdanov et Khrouchtchev deviennent membres titulaires du Politburo.
- mai : Litvinov jugé trop pro-occidental et remplacé par Molotov au ministère des Affaires étrangères.
- 19 août : l’URSS signe un accord commercial avec l’Allemagne.
- 23 août : signature du Pacte germano-soviétique (non agression pendant 10 ans et partage de la Pologne).
- 17 septembre : L’URSS attaque la Pologne et en occupe la partie orientale.
- 30 novembre : les troupes soviétiques envahissent la Finlande (sans déclaration de guerre).

### 1940
- 11 janvier : accord économique entre l’URSS et l’Allemagne.
- 12 mars : la Finlande vaincue doit céder des territoires à l’URSS.
- juin : l’URSS annexe la Bessarabie roumaine.
- 14 juillet : en Estonie, Lettonie et Lituanie ont lieu des élections d’assemblées nationales.
- août : l’Estonie, la Lettonie et la Lituanie sont incorporées à l’URSS.
- 20 août : Trotsky est assassiné à Mexico par un agent de Staline (Ramón Mercader).

### 1941
- 10 janvier : prolongation pour 18 mois de l’accord économique avec l’Allemagne.
- 5-6 avril : l’URSS et la Yougoslavie signent un pacte de non-agression. (le 6 avril l’armée allemande envahit la Yougoslavie).
- 13 avril : l’URSS signe un pacte de neutralité avec le Japon.
- 6 mai : Staline est nommé Président du Conseil des commissaires du peuple.
- 22 juin : les troupes allemandes envahissent l’URSS en application du plan Barbarossa. Début de la « Grande guerre patriotique ».
- juillet : signature d’un traité d’assistance mutuelle entre l’URSS et le Royaume-Uni qui envoie du matériel militaire.
- octobre : Staline est nommé généralissime des armées soviétiques.
- 2 octobre : première offensive allemande contre Moscou.
- 5 décembre-15 janvier 1942 : l’offensive russe fait reculer de 400 kilomètres les troupes allemandes.

### 1942
- 1er janvier : L’URSS signe la déclaration des Nations unies.
- juillet : offensive allemande en direction des régions pétrolifères de la mer Caspienne.
- 5 septembre : les Allemands assiègent Stalingrad.

### 1943
- 2 février : capitulation allemande à Stalingrad. Début de l’offensive soviétique vers l’Ouest.
- mai : l’Internationale communiste (Komintern) est dissoute par Staline.
- 5 août : l’offensive soviétique reprend Orel et Belgorod.
- 25 août : les Soviétiques reprennent Kharkov dans l’Est de l’Ukraine.
- septembre : le métropolite orthodoxe de Moscou est reçu officiellement par Staline.
- fin septembre : les Soviétiques atteignent le Dniepr.
- 6 novembre : les Soviétiques reprennent Kiev.
- décembre : l’URSS participe à la conférence de Téhéran.

### 1944
- 10 avril : les Soviétiques reprennent Odessa.
- 25 juillet : les Soviétiques reprennent Lvov.
- 27 juillet : les Soviétiques reprennent Brest-Litovsk.
- 1er septembre : l’Armée rouge entre dans Bucarest (Roumanie).
- 16 septembre : l’Armée rouge entre dans Sofia (Bulgarie).

### 1945

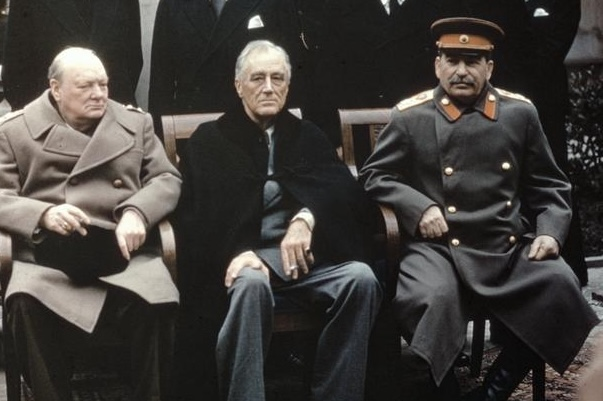
Churchill, Roosevelt et Staline à la conférence de Yalta.

- février : conférence de Yalta entre Staline, Churchill et Roosevelt.
- 26 avril : jonction des troupes alliées et soviétiques sur l’Elbe.
- 8 mai : capitulation de l’armée allemande, l’armistice est signé à Berlin.
- 17 juillet-2 août : l’URSS participe à la conférence de Potsdam qui définit ses frontières baltes.
- 8 août : l’URSS déclare la guerre au Japon (qui capitule le 2 septembre).
- 16 août : Traité entre la Pologne et l’URSS qui définit la frontière (presque la ligne Curzon).
- novembre : L’URSS tente d’étendre son influence sur le N-O de l’Iran (mais opposition américaine).

### 1946
- 15 mars : le Conseil des commissaires du peuple est renommé Conseil des ministres.
- 18 mars : nouveau plan quinquennal de relèvement et de développement.
- été : l’URSS fait pression sur la Turquie pour réviser la convention des Détroits.

### 1947
- mars-juillet : Conférence de Moscou sur les réparations de guerre. Échec.
- juillet : l’URSS refuse de participer au plan Marshall.
- 5 octobre : reconstitution de l’Internationale communiste sous l’appellation de Kominform.
- décembre : réforme monétaire (un nouveau rouble contre 10 roubles ancien).

### 1948
- 31 mars : le blocus des secteurs d’occupation occidentaux de Berlin par les Soviétiques déclenche la crise de Berlin. C’est le début de la guerre froide.
- juin : rupture de l’URSS avec la Yougoslavie titiste qui est exclue du Kominform.

### 1949
- janvier: création du CAEM (ou COMECON) qui lie les économies de l’URSS et des démocraties populaires (Bulgarie, Hongrie, Pologne, Roumanie et Tchécoslovaquie). L’Albanie y adhère en février 1949.
- 12 mai : le pont aérien allié oblige les Soviétiques à lever le blocus de Berlin.
- 23 septembre : les Soviétiques font éclater leur première bombe atomique (bombe A).

### 1950
- 14 février : traité d'alliance, pour 30 années, entre l’URSS et la Chine populaire.
- mars : le rouble est réévalué de 32,5 % et rattaché à l’or.
- juin : début de la guerre de Corée. L’URSS n’intervient pas militairement.
- octobre : la République démocratique allemande adhère au CAEM.

### 1951
- nouveau plan quinquennal

### 1952
- 5-14 octobre : XIXe congrès du Parti communiste de l’URSS, qui ratifie le dernier plan quinquennal de l'époque stalinienne (1951-1955). Le congrès n’avait plus été réuni depuis 1939.

### 1953
- 13 janvier : arrestation des médecins juifs accusés de tentative d’assassinat sur Staline (le « complot des blouses blanches »).
- 5 mars : mort de Staline.

## 1953 - 1964: l'ère Khrouchtchev

### 1953
- 14 mars : partage du pouvoir en URSS. Malenkov devient chef du gouvernement soviétique et Khrouchtchev secrétaire général du Parti communiste de l’URSS en septembre.
- 23 mars : amnistie et libération de plus de 1 200 000 prisonniers du Goulag.
- 17 juin : l’armée soviétique réprime le soulèvement de Berlin-Est.
- 10 juillet : arrestation de Béria.
- août : les Soviétiques possèdent la bombe atomique H.
- 23 décembre : exécution de Béria.

### 1954
- l’URSS restitue Port-Arthur à la Chine populaire.
- 13 mars : création du KGB.
- août : révision du plan quinquennal vers une augmentation des biens de consommation (Malenkov) et début du plan de mise en valeur des « terres vierges » ce qui demande un effort de l’industrie des biens d’équipement (Khrouchtchev).

### 1955
- février : Malenkov est remplacé par Boulganine à la présidence du Conseil des ministres de l’URSS.
- mai : l’URSS renoue avec la Yougoslavie titiste lors de la visite de Khrouchtchev et de Boulganine à Belgrade. Traité de paix avec l'Autriche.
- juillet : l’URSS participe à la conférence des « quatre grands » à Genève.

### 1956
- 14-25 février : XXe congrès du Parti communiste de l'Union soviétique. Rapport de Khrouchtchev sur le « culte de la personnalité et ses conséquences ».
- 23 octobre : insurrection de Budapest contre le gouvernement prosoviétique.
- 4 novembre : l’Armée rouge envahit la Hongrie.
- novembre : l’URSS intervient diplomatiquement dans la crise de Suez pour aider le président égyptien Nasser.

### 1957
- février : Gromyko devient le ministre des Affaires étrangères de l’URSS.
- mai : création des Zovnarkhoz (régions économiques dotées d’un conseil de direction) pour réorganiser l’industrie.
- 29 juin : le « groupe anti-parti » (Molotov, Malenkov, Lazare Kaganovitch et Chepilov) qui s’oppose à la déstalinisation est exclu du parti communiste de l’URSS.
- septembre : le 6e plan quinquennal est interrompu[réf. nécessaire].
- 4 octobre : les Soviétiques lancent le premier satellite artificiel Spoutnik.
- 3 novembre : à bord du satellite artificiel Spoutnik II la chienne Laïka fait le tour de la Terre.

### 1958
- mars : Khrouchtchev remplace Nikolaï Boulganine comme président du Conseil des ministres.

### 1959
- 5 février : le XXIe congrès du Parti communiste de l’URSS approuve le nouveau plan prospectif de 7 ans (1959-1965).
- septembre : Khrouchtchev rencontre le président américain Eisenhower à Camp David.

### 1960
- 1er mai : un avion espion américain Lockheed U-2 est abattu au-dessus du territoire soviétique, la conférence au sommet de Paris est annulée.
- Léonid Brejnev devient président du praesidium du Soviet suprême en remplacement du maréchal Vorochilov.

### 1961
- 12 avril : à bord du satellite Vostok 1, Youri Gagarine est le premier homme dans l’espace.
- 3-4 juin : Khrouchtchev rencontre le président américain John Fitzgerald Kennedy à Vienne.
- 12-13 août : construction du Mur de Berlin qui interdit le passage Est-Ouest.
- 17-31 octobre : XXIIe Congrès du Parti communiste de l’URSS.
- 1er novembre : la momie de Staline est retirée du mausolée de la Place Rouge à Moscou. Stalingrad est rebaptisée Volgograd.
- août : Guerman Titov est envoyé dans l’espace.

### 1962
- 11-15 août : les Soviétiques envoient Andrian Nikolaïev et Pavel Popovitch dans l’espace.
- octobre : l’envoi de fusées soviétiques à Cuba provoque la crise avec les États-Unis.

### 1963
- l'URSS fait des achats massifs de blé au Canada et aux États-Unis (idem en 1964 et 1965).
- juillet : rupture des relations sino-soviétiques.
- 5 août : l’URSS signe un traité d'interdiction partielle des essais nucléaires (avec les États-Unis et le Royaume-Uni).

## 1964 - 1983: l'ère Brejnev

### 1964
- 14 octobre : Khrouchtchev est déchargé de toutes ses fonctions. Brejnev devient le chef du parti communiste et Alexeï Kossyguine président du Conseil des ministres.

### 1965
- 28 août : décret de réhabilitation des Allemands de la Volga.

### 1966
- 29 mars-8 avril : XXIIIe congrès du PCUS.

### 1967
- 16 mai : lettre de Soljenitsyne au IVe congrès des écrivains soviétiques contre la censure.

### 1968
- 20 août : les forces armées du Pacte de Varsovie écrasent le printemps de Prague.

### 1969
- 2-15 mars : combats entre Chinois et Soviétiques sur la frontière de l’Oussouri.
- avril-juin : parution du livre d'Andreï Amalrik, L'Union soviétique survivra-t-elle en 1984 ?.

### 1970
- juin : début de l'émigration juive en Israël.
- 3 juillet : sommet Brejnev-Nixon à Moscou : développement des relations commerciales et limitations des armements stratégiques.
- 12 août : les signataires du traité de Moscou reconnaissent les frontières actuelles de l'Europe.
- octobre : attribution du prix Nobel de littérature à Soljenitsyne.

### 1971
- 11 septembre : mort de Nikita Khrouchtchev.

### 1972
- 26 mai : l’URSS signe les accords SALT I qui limitent le développement des armes anti-missiles.

### 1973
- 18 mai : Pour la première fois un secrétaire du parti communiste soviétique est reçu en visite officielle en République Fédérale Allemande. Leonid Brejnev conclut des accords de coopération économique, technique et industrielle avec l'Allemagne de l'Ouest.
- 22 juin : accord soviéto-américain contre le danger de la guerre nucléaire signé au cours de la visite officielle de 10 jours de Brejnvev aux États-Unis.
- 16 juillet : le biologiste et dissident Jaurès Medvedev est déchu de sa nationalité soviétique
- 18 juillet : le dissident Andreï Amalrik est condamné à 3 ans de détention dans un camp de détention en Sibérie. Le 11 novembre sa peine sera commuée en exil pour trois ans.

### 1974

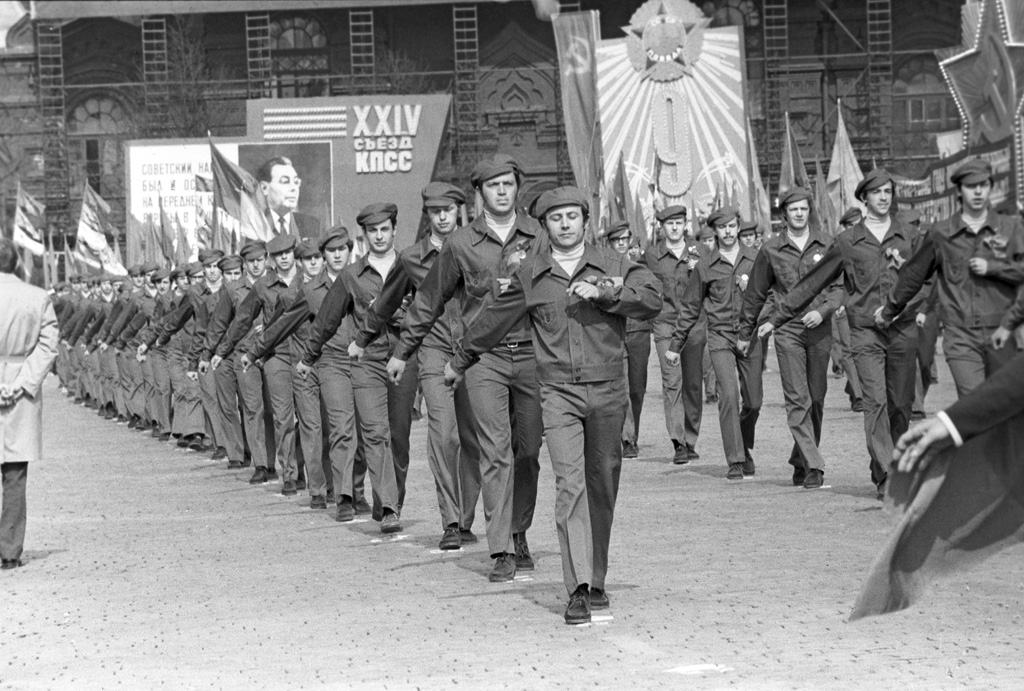
Parade du premier mai 1974 à Moscou.

- 12-13 février : arrestation et expulsion de Soljenitsyne. Publication en Occident de son livre L'Archipel du Goulag (édition russe : 1973).
- 19 mai : signature d'un accord à long terme de coopération économique, industrielle et technologique avec la RFA à l'issue du voyage de Brejnev en RFA.
- 3 juillet : reprise des vols spatiaux habités (Soyouz-14) après l'échec de Saliout-1 en 1971 et de Saliout-2 en 1973.

### 1975
- 16 avril : Alexandre Chélépine est exclu du bureau politique du Parti communiste.
- 1er août : l’URSS signe les accords d'Helsinki qui garantissent les frontières européennes et la non-intervention dans les affaires intérieures.
- 20 octobre : accord commercial pour 5 ans avec les États-Unis, céréales américaines contre pétrole soviétique.

### 1976
- 9 janvier : sur pressions internationales, libération du dissident le mathématicien Léonide Pliouchtch, interné depuis 4 ans en hôpital psychiatrique, pour activités oppositionnelles.
- 24 février-5 mars : XXVe congrès du Parti communiste de l'URSS. Poursuite de la détente avec l'Occident, nécessité de modernisation de l'économie, critique du comportement « anti-internationaliste prolétarien » des partis communistes occidentaux.
- 15 mars : l'Égypte dénonce le traité d'amitié signé en 1971.
- 9 avril : accord avec les États-Unis sur la limitation des essais nucléaires souterrains.
- 8 mai : Leonid Brejnev est promu à la dignité de maréchal.
- 13-15 mai : création de groupes pour la surveillance de l'application des accords d'Helsinki.
- 27 octobre : présentation du Xe plan quinquennal : priorité à l'industrie lourde et à l'agriculture ; nécessité d'augmenter la productivité et la qualité de la production ; révision à la baisse des rythmes de la croissance économique.
- 27 novembre : reprise des pourparlers avec la Chine populaire sur les problèmes frontaliers.

### 1977
- 8 janvier : explosion dans le métro de Moscou. Les autorités l'attribuent aux dissidents, qui protestent.
- 31 mars : échec des négociations URSS-États-Unis sur la prolongation des accords SALT I.
- 24 mai : Nikolaï Podgorny, président du Praesiduim du Soviet suprême depuis 1965, est exclu du bureau politique, sans explication.
- 16 juin : Leonid Brejnev est élu chef de l'État par le Soviet suprême.
- 7 octobre : adoption de la nouvelle constitution de l'URSS qui proclame l'État socialiste du peuple tout entier (en remplacement de la dictature du prolétariat).
- 2 novembre : célébration du 60e anniversaire de la révolution d'Octobre.

### 1978
- 11 janvier : échec du traité d'amitié soviéto-japonais en raison de divergences sur le sort des îles Kouriles.
- 1er février : création d'un syndicat libre de travailleurs soviétiques.
- 20 avril : grave incident avec la Corée du Sud dont un avion de ligne a violé l'espace aérien soviétique.
- 9 mai : incident frontalier avec la Chine populaire sur la rivière Oussouri.
- 18 mai : le dissident Youri Orlov est condamné à 7 ans d'internement et de travail forcé pour avoir réclamé l'application des accords d'Helsinki.

### 1979
- 4 mars : 163 millions de Soviétiques élisent pour 5 ans les députés du Soviet suprême.
- 3 avril : la Chine populaire dénonce le traité sino-soviétique « d'amitié, d'alliance et d'entraide » qui doit venir à expiration dans un an.
- 27 avril : échange de cinq dissidents soviétiques contre deux espions soviétiques détenus aux États-Unis.
- 18 juin : signature américano-soviétiques des accords SALT II qui limitent l'extension des armes balistiques offensives.
- 19 août : retour des cosmonautes qui viennent de battre le record de vie dans l'espace (6 mois).
- 24 décembre : les troupes soviétiques envahissent l’Afghanistan.

### 1980
- 22 janvier : le dissident politique et académicien Andreï Sakharov est exilé à Gorki.
- 4 janvier : les États-Unis décident l'embargo sur les céréales à destination de l'URSS.
- 14 janvier : l'invasion de l'Afghanistan par les Soviétiques est condamnée par l'Assemblée générale de l'ONU.
- 19 juillet : ouverture des XIXes Jeux olympiques à Moscou. Pour protester contre l'invasion de l'Afghanistan 56 pays boycottent les jeux.
- 23 octobre : Alexis Kossyguine, chef du gouvernement, démissionne pour raison de santé (76 ans). Il est remplacé par Nicolas Tikhonov (75 ans).

### 1981
- 24 février : XXVIe congrès du PCUS. Le projet de plan quinquennal (1980-1985) est en baisse par rapport aux précédents. Maintien en l'état des organes de direction.
- 24 avril : les États-Unis mettent fin à l'embargo sur les céréales à destination de l'URSS.

### 1982
- 25 janvier : mort, à 79 ans, de Mikhaïl Souslov idéologue du Parti communiste de l'URSS.
- 10 novembre : mort de Léonid Brejnev secrétaire général du parti communiste de l’URSS.
- 12 novembre : Youri Andropov, 68 ans, est élu secrétaire général du PC de l'Union soviétique.

## 1983 - 1991: Andropov, Tchernenko, puis Gorbatchev

### 1983
- 16 juin : Youri Andropov est élu président du présidium du Soviet suprême (chef de l'État).
- 20 août : levée des restrictions sur l'exportation de matériel américain (équipements pétroliers et gaziers) vers l'URSS.
- 25 août : signature d'un accord sur les achats de céréales américaines par les Soviétiques
- septembre : un avion de chasse soviétique abat un avion de ligne sud-coréen, tuant 269 personnes.
- 26 au 29 décembre : Youri Andropov, qui n'est pas apparu en public depuis le 18 août, n'assiste pas aux réunions du comité central du parti communiste de l'URSS et à celle du Soviet suprême.

### 1984
- 9 février : mort de Iouri Andropov, secrétaire général du Parti communiste de l’URSS. Il est remplacé par Konstantin Tchernenko (73 ans).
- 4 mars : élections pour le Soviet suprême.
- 12 avril : Konstantin Tchernenko est élu président du présidium du Soviet suprême (chef de l'État).
- 2 mai : Andreï Sakharov, prix Nobel de la paix et dissident, commence une grève de la faim.
- 8 mai : l'URSS et les pays de l'Europe de l'Est décident de ne pas participer aux Jeux Olympiques de Los Angeles.
- 6 septembre : limogeage du chef d'état-major général des armées soviétiques le maréchal Nikolaï Ogarkov.
- 20 décembre : mort du maréchal Oustinov, ministre de la Défense depuis 1976.

### 1985

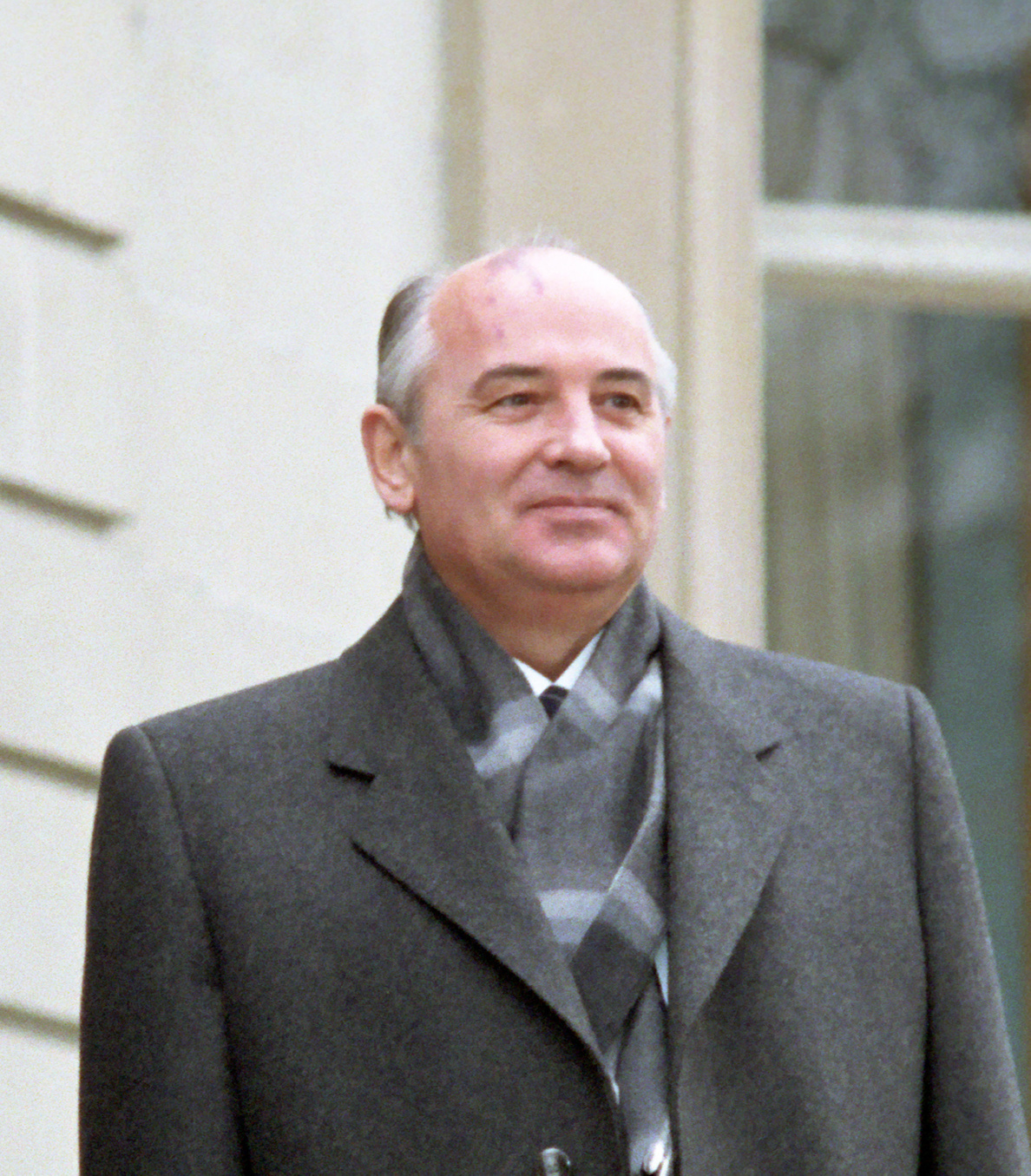
Gorbatchev en 1985

- 22 février : annonce officielle de la maladie de Konstantin Tchernenko (une première pour le régime soviétique)
- 10 mars : mort de Konstantin Tchernenko secrétaire général du parti communiste de l’URSS.
- 11 mars : Mikhail Gorbatchev (54 ans) est élu secrétaire général du Parti communiste de l’URSS.
- 8 avril : Gorbatchev critique les responsables de la gestion économique du pays.
- 2 juillet : Andreï Gromyko est élu président du présidium du Soviet suprême. Gorbatchev élimine du bureau politique son concurrent Grigori Romanov et remplace les dirigeants de l'armée par des fidèles.
- 27 septembre : Nikolaï Ryjkov (un gorbatchévien) remplace Nikolaï Tikhonov (un brejnevien) à la tête du gouvernement.
- 14 octobre : les responsables du Gosplan sont limogés.
- 26 octobre : le programme économique de Gorbatchev est rendu public : Doublement du revenu national et augmentation de la productivité de 130 à 150 %.
- 19 novembre : Première rencontre entre le président américain Ronald Reagan et le premier secrétaire Mikhaïl Gorbatchev lors du Sommet de Genève (premier sommet depuis 1979).

### 1986
- 26 avril : explosion de la centrale nucléaire de Tchernobyl en Ukraine.
- 19 décembre : le dissident Andreï Sakharov, en résidence surveillée en province, est autorisé à regagner Moscou.

### 1987
- 8 décembre : l’URSS et les États-Unis signent le traité de Washington qui élimine les armes nucléaires de courtes et moyennes portées.

### 1988
- février : les Soviétiques annoncent qu’ils se retirent d’Afghanistan.

### 1989
- 5 avril : le président communiste polonais Jaruzelski encouragé par Gorbatchev signe un accord avec le syndicat non-communiste Solidarnosc.
- mai : la Hongrie ouvre le rideau de fer avec l’Autriche.
- 9-10 novembre : chute du Mur de Berlin, il n’y a pas d’intervention des troupes soviétiques stationnées en RDA.

### 1990
- 13 mars : le Congrès des députés du peuple abolit le rôle dirigeant du parti communiste de l’URSS.
- 29 mai : Boris Eltsine devient président du Parlement de la fédération de Russie.
- 3 octobre : la RDA fusionne avec la RFA pour former la République fédérale d’Allemagne. Les troupes soviétiques évacuent l’Allemagne de l’Est.
- 3 décembre : le Parlement de Russie vote une loi sur la propriété privée.

### 1991
- 13 janvier : échec de la tentative de reprise de contrôle des pays baltes par un détachement de l'Armée soviétique en Lituanie.
- 17 mars : Unique référendum de l'histoire du pays sur la question d'une nouvelle Union.
- 12 juin : Boris Eltsine est élu démocratiquement au suffrage universel président de la République de Russie.
- 19-21 août : putsch des conservateurs communistes contre Mikhaïl Gorbatchev.
- 23 août : Eltsine exige que Gorbatchev interdise le parti communiste d’URSS.
- 8 décembre : dix républiques soviétiques dont la Russie, la Biélorussie et l’Ukraine réunies à Minsk, déclarent que l’URSS n’existe plus.
- 25 décembre : Gorbatchev met fin à ses fonctions de président de l’URSS. À minuit, le drapeau rouge flottant en haut du Kremlin est descendu.
- 26 décembre : L'URSS est dissoute par le Soviet suprême, la RSFSR devient la Fédération de Russie. Elle hérite du siège de l'Union soviétique à l'ONU.
- 31 décembre : Fin des institutions et opérations soviétiques éventuellement encore en cours.